# Yanjing (Markam)
Die „Gemeinde Yanjing der Naxi“ (chinesisch 盐井纳西族乡, Pinyin Yánjǐng Nàxīzú Xiāng) ist eine Nationalitätengemeinde im Kreis Markam der Stadt Qamdo im Autonomen Gebiet Tibet der Volksrepublik China. Yanjing hat eine Fläche von 374,88 km² und 4072 Einwohner (Zensus 2000). Ein großer Teil der 4382 Naxi, die bei der Volkszählung im Jahr 2000 im Kreis Markam gezählt wurden, lebt in Yanjing.

## Wirtschaft
Yanjing (wörtlich übersetzt: „Salzbrunnen“) lebt hauptsächlich von der Landwirtschaft. Zu den Besonderheiten zählt der Anbau von Weintrauben und die Produktion von Wein, die Walnussbaumplantagen, der Anbau von Matsutake und das Brennen von Raupenpilz-Schnaps. Hinzu kommt die Salzproduktion und die in Yunnan und Tibet beliebten „Gaga-Nudeln aus Yanjing“ (盐井加加面).

## Sehenswürdigkeiten
Die Katholische Kirche von Yanjing ist die einzige katholische Kirche in ganz Tibet.

## Administrative Gliederung
Yanjing setzt sich aus vier Dörfern zusammen. Diese sind:
- Dorf Naxi (纳西村), Zentrum, Sitz der Gemeinderegierung;
- Dorf Gyada (加达村);
- Dorf Jomlung (角龙村);
- Dorf Shangyanjing (上盐井村).